# Борис Гайдаров
Борис Гайдаров е български музикант, музикален педагог и издател на музикален сборник.

## Биография
Роден е на 13 април 1892 г. в Лом. Завършва педагогическото училище в родния си град Лом, а спед това преподава в ломските села. Участва в Балканската война. През 1915 г. е награден с орден от Български червен кръст, а пет години по-късно е назначен за учител по пеене в Педагогическото училище в Лом. През 1924 г. започва издаването на сборника „Юношески другар“, който се възприема като помагало за музикалните средни и висши училища, както в България, така и в Сърбия, Хърватия и Словения. Умира през 1952 г.